# Hogesnelheidslijn Ankara - Istanbul
De hogesnelheidslijn Ankara - Istanbul is een Turkse spoorweg geschikt voor hogesnelheidstreinen tussen het station Ankara Centraal in Ankara en station Haydarpaşa in Istanbul. Tussen Haydarpaşa en Köseköy, een afstand van ongeveer 90 kilometer, rijden de hogesnelheidstreinen met lage snelheid (80 km/u tot Gebze en 100 km/u tot Köseköy) en delen tot İzmit een driesporig baanvak met de lokale treinen van de Marmaray-treindienst. Pas vanaf Köseköy begint de eigenlijke hogesnelheidslijn met een maximumsnelheid van 250 km/u.
Vanaf maart 2019 vertrekken bijna alle treinen vanaf Station Söğütlüçeşme. Slechts een vroege trein vertrekt vanaf Halkali aan de Europese kant van de stad en een late trein rijdt door de Marmaray-tunnelverbinding naar Halkali. De voltooiing van het project met een definitieve terminal in Istanboel (Aziëkant) wordt in de komende jaren verwacht.  
De hogesnelheidstreinen zullen de drukke spoortunnelverbinding onder de Bosporus niet nemen. In de toekomst wordt in het noorden een nieuwe spoorverbinding over Bosporus gepland, die geschikt zal zijn voor hogesnelheidstreinen en goederentreinen. Deze spoorverbinding zal aansluiten op de nieuwe hogesnelheidslijn van Istanboel naar Europa.  
Ankara en Istanbul liggen hemelsbreed op 450 kilometer afstand van elkaar, de hogesnelheidslijn zal 533 km lang zijn. De huidige reistijd tussen Söğütlüçeşme en Ankara bedraagt zo'n 4 uur en 15 minuten. 
Na het aanleggen van de hogesnelheidslijn tussen Istanbul en Ankara wordt er gepland deze lijn te verlengen tot aan Kars, een van de meest oostelijke steden van Turkije.

## Geschiedenis
In maart 2009 werd de hogesnelheidstrein tussen Ankara en Eskisehir (240 km) in gebruik genomen. De Turkse premier Recep Tayyip Erdoğan was een van de eerste reizigers. Het tweede traject tot Pendik over een lengte van 214 km volgde in juli 2014. De complexiteit van deze fase lag veel hoger, wat zich onder meer uitte in de noodzakelijke aanleg van 33 bruggen en 39 tunnels.

## Bouw

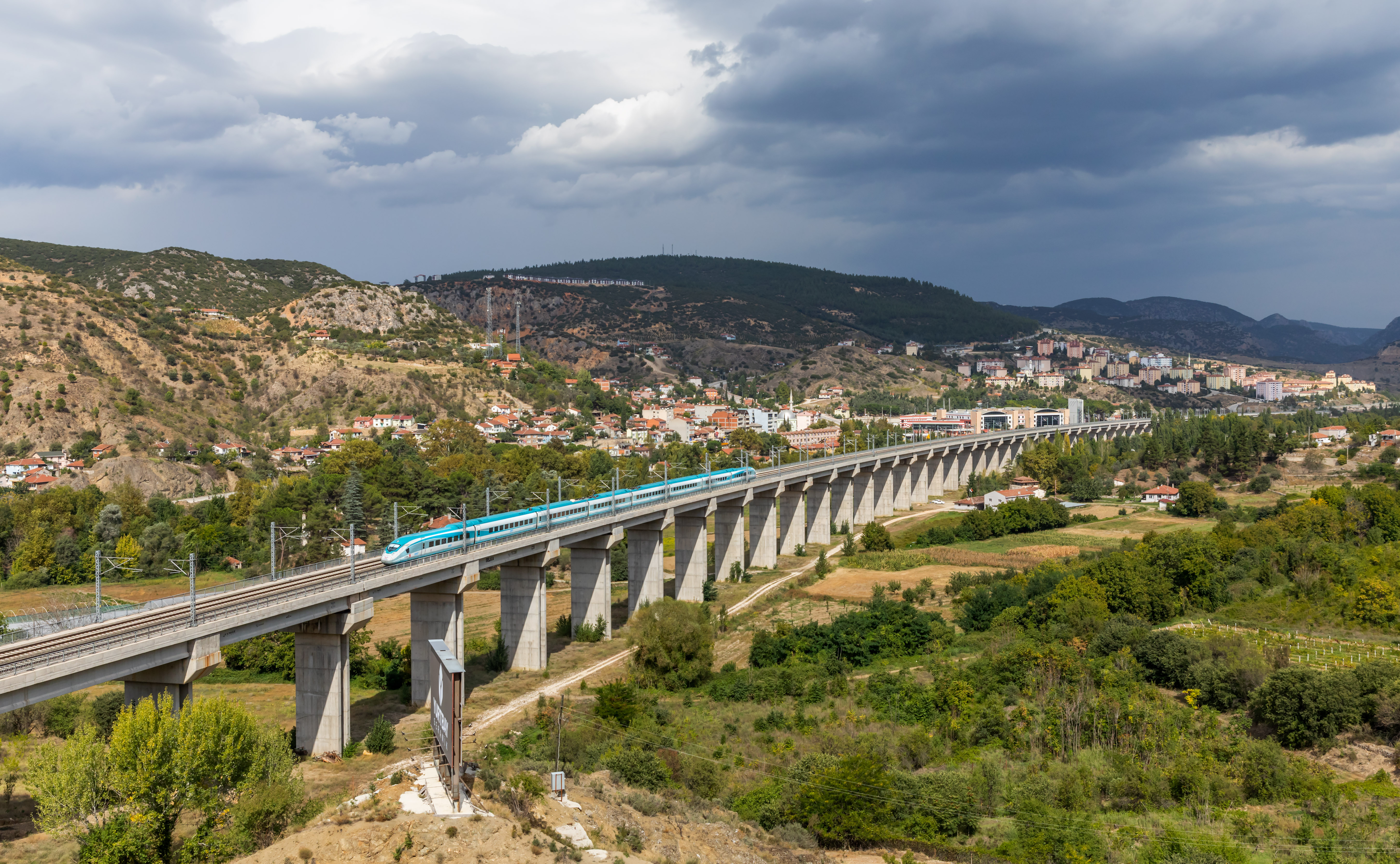
Een Siemens Velaro (TCDD HT80000) op een viaduct ter hoogte van Bilecik

De nieuwe lijn werd gebouwd door de Turkse Staatsspoorwegen (TCDD). Het is een dubbelspoor met een lengte van 533 km en het is met 25 kV/50 Hz geëlektrificeerd. Voor de lijn worden er 55 bruggen en 43 tunnels gebouwd. Het traject gedeelte tussen Sapanca en Doğançay Gar is anno 2024 nog niet klaar en de treinen blijven de langere oude route via Arifiye gebruiken.